# 中华人民共和国高速铁路标准列表
中华人民共和国高速铁路标准列表是关于中国大陆既有和在建高铁线路技术标准的列表。这里的高铁是指设计开行时速250公里以上（含预留），并且初期运营时速200公里以上的客运列车专线铁路。

## 术语[2]
- 超高：列车在水平平面有弯曲的线路上运行时通常需要由轨道提供向心力，即轨道平面向转弯方向倾斜。此时外侧轨道与内侧轨道的水平高度差称为超高。
- 欠超高：轨道平面的倾斜程度太小，向心力不足以抵消离心力。列车实际所需超高与线路超高之差称为欠超高。欠超高时外侧轨道受力较大。
- 过超高：轨道平面的倾斜程度太大，离心力不足以抵消向心力。线路超高与列车实际所需超高之差称为过超高。过超高时内侧轨道受力较大。
- 缓和曲线（英语：Track transition curve）：用以在直线与圆形曲线之间逐渐引入曲率和超高的曲线。
- 线间距：两相邻线路中心线间距。

## 线路列表
参阅：中华人民共和国高铁线路列表